# Аврора (фрегат)
«Авро́ра» — 44-пушечный парусный фрегат типа «Спешный» в составе Российского императорского флота.
«Аврора» последней из русских военных парусников совершила в середине XIX столетия кругосветное плавание под командованием И. Н. Изыльметьева.
Среди офицеров фрегата было много в будущем выдающихся исследователей и знаменитых моряков: Г. И. Невельской, К. Ф. Литке, Н. А. Фесун, М. П. Тироль и другие передовые люди своего времени.

## Строительство
Заложен 23 ноября 1833 года на Охтинской верфи. Руководил постройкой подполковник Корпуса корабельных инженеров И. А. Амосов. Спущен 27 июля 1835 года, вошёл в состав Балтийского флота.

### Загадка имени Аврора
Существует мнение, что имя фрегату дал лично император Николай I. Некоторые источники утверждают, что он повелел назвать новый корабль «в честь одной из самых красивых женщин Петербурга» — Авроры Карловны Демидовой-Карамзиной (урожденная баронесса Шернваль фон Валлен), фрейлины императрицы Александры Фёдоровны.
Другие источники утверждают, что фрегат назвали, как тогда было модно, в честь римской богини утренней зари Авроры.

### Основные тактико-технические характеристики
- водоизмещение — 1940 тонн[3];
- длина — 48,52 метра[6];
- ширина — 12,6 метра[3];
- глубина трюма — 3,874 метра[6];
- осадка — около 4 метров[3];
- экипаж — 300 человек[3].

### Вооружение
Согласно своему рангу фрегат имел до 44 орудий главного калибра (24-фунтовых), однако фактически вооружение корабля включало в себя до 57 орудий (в том числе малокалиберные орудия различного назначения).
При постройке корабль получил орудия главного калибра списанного фрегата «Беллона», поэтому при вступлении в строй корабельная артиллерия «Авроры» включала в себя:
- на опердеке:
  - 24 × 24-фунтовых чугунных длинных пушек образца 1833 года на колёсных станках[a];
- на верхней палубе (открытая батарея):
  - 20 × 24-фунтовых чугунных карронады на станках системы Борисова (включая 2 × 24-фунтовых погонных на баке и 2 × 24-фунтовых ретирадных на юте)[b].

В ходе тимберовки в 1851 году корабельная артиллерия «Авроры» была модернизирована (карронады открытой батареи заменены пушками более современного образца), после чего включала в себя:
- на опердеке:
  - 2 × 1-пудовых медных «Единорога» на колёсных станках (последние были доработаны путём установки обычных колёсных станков на единорожную донную доску),
  - 24 × 24-фунтовых чугунных длинных пушек образца 1833 года на колёсных станках[a];
- на верхней палубе (открытая батарея):
  - 18 × 24-фунтовых коротких пушек образца 1849 года на станках системы Гарди (включая 2 × 24-фунтовых погонных на баке и 2 × 24-фунтовых ретирадных на юте).

Кроме орудий главного калибра в состав огневых средств корабля были включены малокалиберные орудия, предназначенные для вооружения гребных судов фрегата (например, при использовании их в качестве десантно-высадочных средств). Данные орудия в обычной обстановке имели свои места на верхней палубе (открытой батарее) и могли применяться в качестве корабельной артиллерии на ближних дистанциях. Согласно итоговой ведомости, состав малокалиберных орудий «Авроры» был следующим:
- 1 × 18-фунтовая чугунная карронада;
- 2 × 12-фунтовых чугунных карронады;
- 2 × 8-фунтовых чугунных карронады;
- 2 × 8-фунтовых кегорновы мортиры;
- 6 × 3-фунтовых вертлюжных чугунных фальконетов.

## Служба
- В 1836 году находился в практическом плавании в Балтийском море.
- 3 июля 1836 года на Кронштадтском рейде участвовал в торжественной встрече Балтийским флотом ботика Петра I[10].
- С 1837 по 1843 год ежегодно в составе отряда контр-адмирала Ф. П. Литке находился в плаваниях в Балтийском море для практики генерал-адмирала великого князя Константина Николаевича[10].
- В 1844 году ходил в Англию, доставив груз в 300 пудов золота[11].
- В 1845 году находился в практическом плавании в Финском заливе.

### Участие в экспедиции Балтийского флота в датские воды в1848—1850годах
- 23 мая 1848 года вышел из Ревеля к берегам Дании для усиления 3-й дивизии контр-адмирала И. П. Епанчина, находившейся у острова Мён. Крейсировал с дивизией у входа в пролив Малый Бельт, у островов Мён и Рюген[10].
- 22 августа 1848 вместе с дивизией ушёл от берегов Дании и 1 сентября 1848 года вернулся в Кронштадт.
- В 1849 году находился в Кронштадтском порту.
- Тимберован в Кронштадте в 1851 году[10].
- В 1852 году находился в практическом плавании в Финском заливе.

### Первое кругосветное плавание
21 августа 1853 года фрегат «Аврора», под командованием капитан-лейтенанта И. Н. Изыльметьева, вышел из Кронштадта на Дальний Восток по маршруту Копенгаген — Христианзанд — Портсмут — Рио-де-Жанейро — мыс Горн — Кальяо — залив Де-Кастри для усиления эскадры вице-адмирала графа Е. В. Путятина.
- 27 августа 1853 года, проходя мимо шведского города Треллеборг, фрегат сел на мель, но уже 29 августа был снят двумя шведскими военными пароходами и 30 августа стал на якорь в Копенгагене[13];
- 3 сентября 1853 года «Аврора» перешла в Хельсингёр, а 4 сентября была выведена датским буксирным пароходом в море[13].
- В ночь на 15 сентября 1853 года в Северном море фрегат испытал жесточайший шторм, во время которого поломало 10-вёсельные катера и фрегату были нанесены серьёзные повреждения, вынудившие его зайти в норвежский порт Кристиансанд[13].
- С 3 октября по 25 ноября 1853 года фрегат исправлял повреждения в Портсмуте[13].

Исправив повреждения и не задерживаясь в Англии, фрегат взял курс к восточному берегу Америки. Завершив переход через Атлантический океан, 15 января 1854 года «Аврора» отдала якорь в гавани Рио-де-Жанейро. Здесь пришлось отстаиваться в ожидании попутных ветров. 31 января 1854 года ветер изменился, и фрегат вышел навстречу бурям и штормам коварного мыса Горн.
«Авроре» и её экипажу тяжело дался этот переход: почти двадцать дней встречные штормовые ветры препятствовали выходу в Тихий океан. Во время плавания на «Авроре» было много заболеваний. Несколько человек тяжело заболели цингой (8 матросов умерли, 35 тяжело болели), появились первые случаи заболевания дизентерией. Фрегат нуждался в срочном ремонте: потекли палубные пазы, ослабел такелаж, на исходе были вода и провизия. Но судьба была милостлива к «Авроре», и когда казалось, что уже нет никакой надежды пройти мыс Горн, подул попутный ветер, фрегат, поставив все паруса, 13 марта миновал это кладбище кораблей, а на двадцатый день пришел в перуанский порт Кальяо.
В Кальяо (Калао) «Аврора» была блокирована. Неожиданностью явилось наличие в бухте английских фрегатов «Президент» и «Пик» (под флагом контр-адмирала Дэвида Прайса), французских фрегата «Форт» (систершипа фрегата «Бель Пуль»; под флагом контр-адмирала Огюста Фебврье-Деспуанта), корвета «Эвридика» и брига-авизо «Облигадо». «Аврора» оказалась в ловушке, из которой нужно было вырваться.
Авроровцы сумели это сделать. Капитан-лейтенант Изыльметьев обменялся с обоими адмиралами обычными в мирное время визитами вежливости, чем усыпил их бдительность. Русский капитан, зная о том, что скоро может начаться война и, предполагая, что со дня на день это известие может дойти до Кальяо, ускорил подготовку «Авроры» к переходу в российские моря, хотя внешне казалось, что корабельные работы шли по обычному распорядку. Русский фрегат, судя по всему, не торопился уходить.
Но это была только видимость. Когда настал срок выхода в море, экипажем «Авроры», для обмана неприятеля была применена русская смекалка. В ночь на 14 апреля 1854 года, в сильный туман, с «Авроры» были спущены на воду семь десятивёсельных шлюпок. Моряки «Авроры» спустились в баркасы. В полной тишине был выбран якорь. Чтобы не ставить парусов и не разворачивать корабль носом, на шлюпки подали буксиры, и, с помощью вёсел, русские моряки вывели фрегат в открытое море. Когда туман скрыл дозорное английское судно, «Аврора» вступила под паруса и исчезла в океане прежде, чем неприятель мог послать за ней погоню. Через неделю военный пароход «Вираго» привёз эскадре союзников официальное известие, датированное 28 марта, о том, что уже объявлена война России.
Последний переход также был очень тяжелым. Как только «Аврора» вышла из тропиков, она попала в полосу жестоких ветров с непрерывными шквалами и фрегат часто заливался волнами через борта. Продолжались случаи заболевания цингой и дизентерией. На фрегате практически не было ни одного здорового человека. При переходе из Кальяо в Петропавловск умерло 13 человек. Заболел и сам Изыльметьев и 12 июля 1854 года сдал командование фрегатом старшему офицеру, капитан-лейтенанту Михаилу Петровичу Тиролю.
Хотя специальное обследование показало, что «гигиенические условия, как оказалось, были на фрегате соблюдены вполне» (насколько это было возможно на корабле того времени), по приходе в Петропавловск (19 июня 1854 года) с фрегата было свезено на берег и отправлено на лечение на горячие ключи в деревню Паратунку 196 человек. Увы, 19 человек спасти не удалось.
Переход из Кронштадта в Петропавловск «Аврора» совершила за 198 дней плавания под парусами. Самый длительный переход, из Кальяо в Петропавловск протяженностью в 9000 миль без захода в порты, был совершен в рекордно короткий срок — 66 дней.

### Участие в обороне Петропавловска
17 июля 1854 года американское торговое судно «Нобль» (англ. Noble) доставило главному командиру петропавловского порта В. С. Завойко официальное уведомление от генерального консула России в США об объявлении войны между Россией с одной стороны, и Британией с Францией (присоединившихся к Османской империи) — с другой, о чём Завойко уведомил командира «Авроры». Из Англии был отправлен пароход, чтобы сформировать эскадру для блокады российских портов на Тихом океане.
В. С. Завойко приказал: «Быть в совершенной готовности отражать нападение неприятельских судов». Небольшой гарнизон крепости, с помощью части пушек «Авроры», установленных на быстро построенных батареях, смог создать артиллерийскую систему обороны. Были сняты и переданы на береговые батареи орудия правых бортов фрегата «Аврора» и военного транспорта «Двина». Часть их экипажей перешла на эти батареи в качестве орудийных расчётов. Кроме того, на «Авроре» были сформированы одна стрелковая и три абордажных партии в качестве резерва гарнизона для отражения высадки неприятельского десанта. «Аврора» и «Двина» были поставлены на якоря в глубине бухты за косой Кошка левыми, вооружёнными, бортами к выходу из гавани.
- Утром 17 августа у входа в Авачинскую губу появилась неприятельская эскадра в составе знакомых авроровцев по Кальяо: двух английских фрегатов («Президент» и «Пик»), парохода «Вираго» и французских фрегата «Форт», корвета «Эвридика» и брига-авизо «Облигадо» (всего около 200 орудий) с 2,5-тысячным контингентом (экипажи кораблей плюс экспедиционные силы) под командованием английского контр-адмирала Дэвида Прайса и французского контр-адмирала Фебврье-Деспуанта[17][12]. Английский 6-пушечный пароход «Вираго» предпринял попытку промерить глубины в бухте, но вынужден был ретироваться при приближении к нему русского досмотрового бота[17][2].
- 18 августа вечером противники впервые обменялись артиллерийскими выстрелами в ходе непродолжительной перестрелки эскадры союзников с русскими береговыми батареями.
- На следующий день неприятельская эскадра заняла исходные позиции и снова начала перестрелку с береговыми батареями Петропавловска, однако высадке противника помешала загадочная смерть британского командующего контр-адмирала Прайса, который по одной из версий застрелился[12]. Эскадра вынуждена была отойти, командование над ней принял контр-адмирал Фебврье-Деспуант.
- 20 августа после мощного артиллерийского обстрела противник высадил около 600 человек десанта. Бой продолжался почти 8 часов, англо-французским силам удалось подавить береговые батареи № 1 и № 4, и даже захватить последнюю, однако затем при приближении отряда защитников Петропавловска (около 130 человек) противник предпочёл без боя отступить с её позиций. К наступлению сумерек десант был отброшен защитниками города обратно на суда эскадры.
- 24 августа, после обстрела союзной эскадрой русских береговых батарей и кораблей, контр-адмирал Фебврье-Деспуант высадил около 950 человек десанта. В критический момент сражения с фрегата «Аврора» высадились одна стрелковая и две абордажных партии[18]. Отрядами моряков фрегата командовали мичман Николай Фесун (стрелковая партия), прапорщик Дмитрий Жилкин (отряд моряков батареи № 3), лейтенанты Евграф Анкудинов (1-я абордажная партия) и Константин Пилкин (2-я абордажная партия)[16][1]. Кульминацией сражения стал штыковой бой примерно 350 русских стрелков и моряков с «Авроры» и «Двины» с почти втрое превосходящими силами десанта. В коротком, но жестоком бою враг был сброшен с Никольской сопки в море[17]. В итоге жестокого боя противник потерял ранеными и убитыми более 400 человек и отошёл на свои суда, сильно повреждённые русской артиллерией[12] (по другим источникам, общие потери союзников в ходе «Петропавловской экспедиции» составили 210 человек: 59 убитыми и 151 раненными)[16].
- В ходе отражения штурмов Петропавловского Порта 20 и 24 августа 1854 года «Аврора» получила серьёзные повреждения: ядром была пробита грот-мачта, перебит такелаж, повреждены пушки[10].

После безуспешной попытки взять Петропавловск вражеская эскадра рано утром 27 августа 1854 года ушла в открытое море. После отступления английский отряд направился в Ванкувер, французский — в Сан-Франциско.
В. С. Завойко за боевые действия удостоили чина контр-адмирала и ордена Святого Георгия III степени. Награды были объявлены и многим отличившимся в боях военнослужащим гарнизона и кораблей.

### Участие в эвакуации Петропавловского гарнизона
3 марта 1855 года есаул Мартынов привёз от генерал-губернатора Восточной Сибири распоряжение о срочной эвакуации всех жителей, гарнизона и имущества Петропавловского Порта в Николаевский пост (ныне Николаевск-на-Амуре), поскольку англо-французская эскадра, теперь уже в 26 боевых кораблей, готовилась к нападению на порт. Пункт эвакуации знал только В. С. Завойко.
Ещё шла погрузка имущества и жителей на корабли, а мужчины длинными продольными пилами пропиливали во льду канал. По нему тяжело гружёные суда вывели на чистую воду. Командирам назначили встречу в заливе Де-Кастри (ныне залив Чихачёва).
- 4 апреля 1855 г. безоружные транспорты «Иртыш» и «Байкал» ушли первыми.
- 5 апреля 1855 года, забрав остатки гарнизона, вышли в путь из Петропавловска к устью Амура фрегат «Аврора», корвет «Оливуца», военный транспорт «Двина», боты № 1 и «Кадьяк»[13].
- К 5 мая все суда отряда собрались в заливе Де-Кастри[13].
- 8 мая в заливе со стороны моря показалась группа кораблей противника (40-пушечный фрегат «Сибилл», 17-пушечный винтовой корвет «Хорнет» и 12-пушечный бриг «Биттерн»)[12]. Корвет «Оливуца» был обстрелян[13], фрегат «Аврора» встал на диспозицию для боя, но противник от боя уклонился и ушёл в море[10].
- С 19 по 24 мая все суда подошли к мысу Лазарева, на котором находилась артиллерийская батарея.
- 22 июня батарея была снята на корабли и все суда вошли в устье Амура. Здесь фрегат оставался до конца войны[13].

### Второе кругосветное плавание
После ухода из Петропавловска «Аврора» находилась в устье Амура до заключения мира.
Получив предписание вернуться на Балтику фрегат под командованием М. П. Тироля 9 октября 1856 г. вышел из устья Амура, взяв курс от мыса Лазарева в Россию по маршруту залив Де-Кастри — Корейский пролив — Гонконг — Сингапур — Зондский пролив — мыс Доброй Надежды — остров Святой Елены — Шербур — Копенгаген — Кронштадт.
Переход с Дальнего Востока был не менее трудным, чем путь туда. Во время штормов в Японском море, Индийском и Атлантическом океанах крен достигал более 40°.
В первые дни плавания у «Авроры» из-за сильных штормов расшатался рангоут, протекала палуба. Все это заставило командира изменить курс и зайти в Сингапур, где фрегат отремонтировали, запаслись свежей провизией и водой, и, обогнув мыс Доброй Надежды, взяли курс к островам Св. Елены. Во время этого перехода на фрегате были проведены образцовые метеорологические и астрономические наблюдения. Команда занималась пушечными и парусными учениями. На фрегате, имевшем достаточный запас свежей зелени, еды и воды, почти не было больных. С. О. Макаров о метеорологических наблюдениях, ведённых на «Авроре», писал:

Я позволю себе привести один главнейший пример — это фрегат «Аврора», под командою Изыльметьева. Метеорологический журнал этого фрегата ведён был с замечательной подробностью. От самого Кронштадта и до Петропавловска наблюдения метеорологические производились ежечасно, журнал столь же добросовестно вёлся и далее — в Петропавловске, и это не помешало экипажу фрегата «Аврора» проявить замечательное самоотвержение и мужество при обороне этого порта. В метеорологическом журнале этого фрегата за 1854 года по этому случаю есть замечательно красноречивая запись, что с 20 августа по 1 сентября (старый стиль) метеорологических наблюдений не производили по случаю военных действий. Но как только военные действия окончились, на фрегате вновь принялись за свои правдивые метеорологические записи.
Кругосветный переход «Авроры» закончился в Кронштадте 1 июня 1857 года. 3 года 9 месяцев и 21 день продолжался дальневосточный поход фрегата.
Ввиду ветхого состояния далее корабль к плаваниям не привлекался, оставаясь в Кронштадте, в 1860 году его отбуксировали в Санкт-Петербург. 8 апреля 1861 года фрегат был исключён из списков судов Балтийского флота и продан на слом, при этом имя фрегата по традиции перешло к крейсеру 1-го ранга.

## Командиры
- В. И. Румянцев (1835—1836)[10];
- С. И. Мофет (1837—1843)[10];
- Н. Г. Котельников (1844—1845)[10];
- П. Я. Семиков (1849)[10];
- А. Л. Токмачев (1852—08.1853)[10];
- И. Н. Изыльметьев (08.1853—1855)[10];
- М. П. Тироль (1856—1857)[10].

### Комментарии
1. 1 2  По одному из источников, на опердеке (в данном источнике указано «на гондеке»): 20 × 24-фунтовых чугунных длинных пушек образца 1833 года[7].
2. ↑  По одному из источников, открытая батарея: 24 × 24-фунтовых чугунных карронады (включая 2 × 24-фунтовых погонных и 2 × 24-фунтовых ретирадных)[7].